# Адмирал (США)
Адмира́л (англ. Admiral) — высшее воинское звание высшего офицерского состава (четырёхзвёздный адмирал) в Военно-морских силах и Береговой охране США в мирное время. Соответствует армейскому званию «Генерал».
В военно-морских силах страны это воинское звание выше по рангу, чем вице-адмирал, и ниже, чем адмирал флота. Последнее звание присваивается Конгрессом США лишь в военное время за особые боевые заслуги.
Согласно законодательству США на активной военной службе не может находиться одновременно более девяти 4-звёздных адмиралов.
4-звёздными адмиралами являются Руководитель военно-морскими операциями и его заместитель, Комендант береговой охраны США (Commandant of the Coast Guard), один из заместителей министра здравоохранения, руководитель Ядерной программы ВМФ, командующие крупными флотами и командованиями: Тихоокеанским флотом, Командованием сил флота США (бывший Атлантический флот), Военно-морскими силами США в Европе (6-й флот). 4-звёздными адмиралами являются также морские офицеры, если они занимают «4-звёздные» посты в руководстве вооружённых сил США: председатель Объединённого комитета начальников штабов, его заместитель, командующие объединёнными командованиями.
«Адмирал» — официальное обращение к морскому офицеру США от контр-адмирала и старше.